# Vanessa Zima
Vanessa Jane Zima (Phillipsburg, Nueva Jersey, 17 de diciembre de 1986) es una actriz estadounidense. Es conocida por sus papeles infantiles en varias películas de la década de 1990 como The Baby-Sitters Club, Ulee's Gold y Wicked, y por su papel recurrente en la primera temporada del drama legal televisivo de 1995 Murder One.

## Biografía
Zima nació en Phillipsburg, Nueva Jersey, hija de Dennis y Marie. Su apellido significa "invierno" en polaco, y proviene de su abuelo materno, que era de ascendencia polaca.
Zima tiene una hermana mayor, Madeline, y una hermana menor, Yvonne, ambas también son actrices.

## Carrera
Zima ha aparecido en películas como The Baby-Sitters Club (1995), Ulee's Gold (1997), Wicked (1998) y The Brainiacs.com (2000). También ha aparecido en series de televisión como Murder One, Family Law, Judging Amy, House M. D. y Scandal.

## Filmografía
| Año  | Título                  | Papel              | Notas |
| ---- | ----------------------- | ------------------ | ----- |
| 1995 | The Baby-Sitters Club   | Rosie Wilder       |       |
| 1997 | Ulee's Gold             | Penny Jackson      |       |
| 1998 | The Rose Sisters        |                    |       |
| 1998 | Wicked                  | Inger Christianson |       |
| 2000 | The Brainiacs.com       | Kelly Tyler        |       |
| 2001 | Zoe                     | Zoe                |       |
| 2004 | Cavedweller             | Amanda Windsor     |       |
| 2006 | The Far Side of Jericho | Greta Van Dam      |       |
| 2011 | The Absent              | Amy Jones          |       |
| 2015 | The Automatic Hate      | Amanda Green       | [ 3 ] |

| Año       | Título        | Papel             | Notas                                       |
| --------- | ------------- | ----------------- | ------------------------------------------- |
| 1995-1996 | Murder One    | Elizabeth Hoffman | Papel recurrente (temporada 1), 9 episodios |
| 1997      | Crisis Center | Jenny Maxfield    | 1 episodio                                  |
| 1997      | The Visitor   | Melissa           | 1 episodio                                  |
| 2000      | Family Law    | Marie Cameron     | 1 episodio                                  |
| 2004      | Judging Amy   | Katie Hadlock     | 1 episodio                                  |
| 2008      | House M. D.   | Becca             | 1 episodio                                  |
| 2012      | Scandal       | Jill              | 1 episodio                                  |
| 2016      | Killing Mommy | Becky             | Película de televisión                      |

## Premios y nominaciones
En 1998, Zima fue nominada a un Premio Young Artist Award como Mejor Actuación en un Largometraje: Actriz Joven de Reparto por Ulee's Gold (1997); el premio lo terminó ganando su coprotagonista en la película, Jessica Biel.